# Le Lion des Mogols
Le lion de Mogols è un film muto del 1924 diretto da Jean Epstein.

## Trama
Il perverso tiranno di una cittadella indù alle pendici dell’Himalaya fa rapire una giovane fanciulla per farne oggetto delle proprie voglie. Un grand’ufficiale del Palazzo, il principe Roundghito-Sing, innamorato della giovane, con l’aiuto del fedele Kalavas, la libera. I tre fuggono di notte nella foresta ma non riescono ad evitare che la ragazza venga ricatturata da un manipolo di sgherri del tiranno, che li sta inseguendo: a Roundghito-Sing e a Kalavas non resta che incamminarsi sulla via dell’esilio.
Nel frattempo, a migliaia di chilometri di distanza, in Francia, una troupe cinematografica sta girando un film a bordo di una nave. La star è la misteriosa Lady Anna, della quale il banchiere Morel, finanziatore del film, è invaghito, senza essere ricambiato. Sulla nave appaiono i profughi Roundghito-Singh e Kalavas, e fra Anna, che, si scopre, parla la lingua natale del principe, e quest’ultimo, nasce un’attrazione particolare.
Mentre Kalavas viene rimandato in patria dal principe per cercare notizie della ragazza rapita, Anna, a Parigi, (dove tutti sono tornati, dopo le riprese) si prende cura di Roundghito-Sing aiutandolo a conformarsi alle usanze occidentali, alle quali il principe non è abituato. Viene anche messo in atto il proposito di far girare un film con Anna ed il principe come protagonisti.
Il banchiere Morel, geloso, riesce ad approfittare dell’inesperienza del principe per fargli firmare un documento dal quale risulta che Roundghito-Sing gli avrebbe sottratto surrettiziamente una gran somma di denaro.
In base a questo trucco, dopo varie peripezie, Morel mette la polizia alle calcagna del principe, che, ormai divenuto una star della casa di produzione cinematografica sta fuggendo con Anna. Ma, non contento, Morel cerca di uccidere il principe, riuscendo solo a ferirlo, mentre misteriosi uomini in costume indù accoltellano lo stesso Morel.
Gli indù rivelano che il tiranno è morto, e che Roundghito-Sing è il legittimo erede del potentato himalayano, mentre viene chiarito il motivo della particolare affinità fra il principe e Lady Anna.
Tornato in patria, Roundghito-Sing assume il potere e prende in moglie la ragazza che aveva inizialmente tratto in salvo.